# Магомедов Іслам Курбанович
Іслам Курбанович Магомедов (рос. Ислам Курбанович Магомедов; нар. 8 лютого 1991, смт Велика Мартиновка, Мартиновський район, Ростовська область, РСФСР, СРСР) — російський борець греко-римського стилю, бронзовий призер чемпіонату світу, чемпіон Європейських ігор, учасник Олімпійських ігор. Майстер спорту міжнародного класу з греко-римської боротьби.

## Життєпис
Боротьбою почав займатися з 2003 року. Перші тренери — Анатолій Кожевник, Ашот Чубаров. У 2008 році став чемпіоном Європи серед кадетів. У 2009 році завоював бронзову медаль чемпіонату світу серед юніорів. Наступні два роки ставав чемпіоном цих змагань.
Виступає за спортивне товариство «Динамо» Ростов-на-Дону. Тренери — Іслам Дугучієв, Абумуслім Дугучієв. Чемпіон Росії 2015 та 2016 років. Срібний призер 2017 року. Бронзовий призер 2013 та 2014 років.
У збірній команді Росії з 2012 року.

## Державні нагороди
- Медаль «За заслуги перед Чеченською Республікою».

## Спортивні результати на міжнародних змаганнях

### Виступи на Олімпіадах
| Змагання                    | Збірна | Вагова категорія                 | Місце |
| --------------------------- | ------ | -------------------------------- | ----- |
| Літні Олімпійські ігри 2016 | Росія  | греко-римська боротьба, до 98 кг | 8     |

### Виступи на Чемпіонатах світу
| Змагання                        | Збірна | Вагова категорія                 | Місце  |
| ------------------------------- | ------ | -------------------------------- | ------ |
| Чемпіонат світу з боротьби 2015 | Росія  | греко-римська боротьба, до 98 кг | Бронза |

### Виступи на Європейських іграх
| Змагання              | Збірна | Вагова категорія                 | Місце  |
| --------------------- | ------ | -------------------------------- | ------ |
| Європейські ігри 2015 | Росія  | греко-римська боротьба, до 98 кг | Золото |

### Виступи на Кубках світу
| Змагання                    | Збірна | Вагова категорія                 | Місце |
| --------------------------- | ------ | -------------------------------- | ----- |
| Кубок світу з боротьби 2012 | Росія  | греко-римська боротьба, до 96 кг | 8     |

### Виступи на інших змаганнях
| Змагання                                         | Збірна | Вагова категорія                  | Місце  |
| ------------------------------------------------ | ------ | --------------------------------- | ------ |
| Золотий Гран-прі з боротьби 2012 (Баку)          | Росія  | греко-римська боротьба, до 96 кг  | Бронза |
| Кубок Владислава Пітласинські 2013               | Росія  | греко-римська боротьба, до 96 кг  | 11     |
| Вогні Москви 2013                                | Росія  | греко-римська боротьба, до 96 кг  | Бронза |
| Меморіал Олега Караваєва 2013                    | Росія  | греко-римська боротьба, до 96 кг  | Золото |
| Турнір Івана Піддубного 2014                     | Росія  | греко-римська боротьба, до 98 кг  | 13     |
| Золотий Гран-прі з боротьби 2014 (Баку)          | Росія  | греко-римська боротьба, до 98 кг  | 5      |
| Меморіал Олега Караваєва 2014                    | Росія  | греко-римська боротьба, до 75 кг  | Золото |
| Міжнародний турнір Любомира Івановича-Гедзи 2015 | Росія  | греко-римська боротьба, до 98 кг  | Золото |
| Турнір Івана Піддубного 2016                     | Росія  | греко-римська боротьба, до 98 кг  | 12     |
| Турнір Івана Піддубного 2016                     | Росія  | греко-римська боротьба, до 75 кг  | Бронза |
| Чемпіонат Росії з боротьби 2016                  | Росія  | греко-римська боротьба, до 98 кг  | Золото |
| Чемпіонат Росії з боротьби 2017                  | Росія  | греко-римська боротьба, до 130 кг | Срібло |

### Виступи на змаганнях молодших вікових груп
| Змагання                                                 | Збірна | Вагова категорія                  | Місце  |
| -------------------------------------------------------- | ------ | --------------------------------- | ------ |
| Чемпіонат Європи з боротьби серед кадетів 2008           | Росія  | греко-римська боротьба, до 100 кг | Золото |
| Кубок Федерації боротьби Азербайджану серед юніорів 2009 | Росія  | греко-римська боротьба, до 96 кг  | Бронза |
| Чемпіонат світу з боротьби серед юніорів 2009            | Росія  | греко-римська боротьба, до 96 кг  | Бронза |
| Чемпіонат світу з боротьби серед юніорів 2010            | Росія  | греко-римська боротьба, до 96 кг  | Золото |
| Чемпіонат світу з боротьби серед юніорів 2011            | Росія  | греко-римська боротьба, до 96 кг  | Золото |